# Процедура «последний уменьшивший»
Процедура последний уменьшивший — это процедура справедливого разрезания торта. Процедура предназначена для распределения неоднородного делимого ресурса, такого как торт на день рождения, и предусматривает n участников дележа с различными предпочтениями для разных частей торта. Процедура позволяет для n человек получить пропорциональный делёж, то есть разделить торт среди них так, что каждый участник получит  по меньшей мере {\displaystyle {\tfrac {1}{n}}} полного значения согласно его собственной (субъективной) оценке. Например, если оценка всего торта Алисой составляет $100 и имеется 5 участников, то Алиса может получить кусок, который она оценивает по меньшей мере в $20, независимо от того, что другие участники думают или делают.

## История
Во время второй мировой войны польский еврейский математик Гуго Штейнгауз, прятавшийся от нацистов, заинтересовался вопросом, как разделить ресурс справедливо. Вдохновлённый процедурой «Дели-и-выбирай» дележа торта между двумя братьями, он спросил своих студентов, Стефана Банаха и Бронислава Кнастера, найти процедуру, которая может работать для большего числа людей, и опубликовал их решение.
Эта публикация инициировала новый раздел исследований, которые теперь проводятся многими исследователями во многих дисциплинах. См. статью Справедливый делёж.

## Описание
Ниже приведено авторское описание протокола дележа:
«Имеются участники A, B, C,.. N. Участник A отрезает от торта произвольный кусок. Участник B имеет теперь право, но не обязан, уменьшить кусок, отрезав часть. После того, как он это сделал, C имеет право (но не обязанность) уменьшить уже уменьшенный (или не уменьшенный) кусок и так далее до участника N. Правило обязывает последнего уменьшившего (отрезавшего) забрать свою часть. Этот участник выбывает из дележа и оставшиеся n−1 участников начинают ту же самую игру с остатком торта. После того, как число участников сократится до двух, они применяют классическое правило дележа пополам.»
Каждый участник имеет метод, который гарантирует, чтобы он получил кусок со значением, не меньшим {\displaystyle {\tfrac {1}{n}}}. Метод следующий: всегда режь текущий кусок, чтобы оставшееся значение было {\displaystyle {\tfrac {1}{n}}} для тебя. Имеется два варианта — либо ты получишь кусок, который ты отрезал, либо другой человек получит меньшую часть, которую ты оцениваешь меньше чем {\displaystyle {\tfrac {1}{n}}}. В последнем случае имеется n−1 оставшихся участников и оценка оставшегося торта больше {\displaystyle {\tfrac {n-1}{n}}}. По индукции можно доказать, что полученное значение будет не меньше {\displaystyle {\tfrac {1}{n}}}.

### Вырожденный случай общей функции предпочтений
Алгоритм упрощается в вырожденном случае, когда все участники имеют те же самые функции предпочтения, поскольку участник, сделавший первое оптимальное отрезание, становится и последним уменьшившим. Эквивалентно, каждый участник 1, 2, ..., n−1 в свою очередь отрезает кусок от оставшегося торта. Затем в обратном порядке каждый участник n, n−1, ..., 1 выбирает кусок, на который ещё не было требования..

## Анализ
Протокол «Последний уменьшивший» дискретен и его можно осуществить по раундам. В худшем случае нужно будет {\displaystyle {\tfrac {n\times (n-1)}{2}}=O(n^{2})} действий — по одному действию на раунд.
Однако большинство этих {\displaystyle O(n^{2})} действий не являются реальными разрезами, то есть Алиса может пометить желаемый кусок на бумаге, а другой участник уменьшает его на том же листе бумаги, и так далее. Только «последний уменьшивший» должен реально резать торт. Таким образом, нужно только n−1 разрезов.
Процедура очень либеральна относительно разрезов. Разрезы, сделанные участниками, могут иметь любую форму. Они даже могут быть несвязными. С другой стороны, можно ограничить разрезы для гарантии, чтобы куски имели приемлемую форму. В частности:
- Если исходный торт связен, то можно гарантировать, чтобы каждый кусок был связным (непрерывным).
- Если исходный торт является выпуклым множеством, то можно гарантировать, что каждый кусок будет выпуклым.
- Если исходный торт является прямоугольником, то можно гарантировать, что каждый кусок будет прямоугольником.
- Если исходный торт является треугольником, то можно гарантировать, что каждый кусок будет треугольником.

## Непрерывная версия
Непрерывная по времени версия протокола может быть исполнена с помощью процедуры «Движущийся нож» Дубинса — Спеньера. Это был первый пример непрерывной процедуры справедливого дележа. Нож продвигается над тортом слева направо. Любой участник может сказать «стоп», если считает, что значение куска слева от ножа составляет  {\displaystyle 1/n}. Торт режется и участник, сказавший «стоп», получает этот кусок. Повторяем с оставшимся тортом и участниками. Последний участник получает остаток торта. Аналогично процедуре «последний уменьшивший» эта процедура может быть использована для получения непрерывных кусков для каждого участника.

## Приближённая версия без зависти
Если имеется 3 и более участников, разбиение, полученное с помощью протокола «последний уменьшивший», не всегда свободно от зависти. Например, предположим, что первый участник Алиса получает кусок (который она оценивает в 1/3). Затем другие два участника, Боб и Чарли, делят оставшуюся часть справедливо, по их мнению, но по мнению Алисы, доля Боба стоит 2/3, в то время как доля Чарли стоит 0. Получается, что Алиса завидует Бобу.
Простое решение заключается в позволении возврата. То есть участник, который выиграл кусок по протоколу «последний уменьшивший», не выбывает из игры, а может оставаться в игре и участвовать в следующих шагах. Если он выигрывает опять, он должен вернуть свой текущий кусок в торт. Чтобы протокол наверняка завершился, мы выбираем некоторую константу {\displaystyle \varepsilon } и добавляем правило, что каждый участник может вернуться в игру не более {\displaystyle {\tfrac {1}{\varepsilon }}} раз.
В версии с возвратом каждый участник имеет метод, гарантирующий, что он получит кусок, значение которого не меньше самого большого куска минус {\displaystyle \varepsilon }. Метод следующий: всегда отрезаем текущий кусок так, чтобы оставшаяся часть имела значение {\displaystyle \varepsilon } плюс твой текущий кусок. Это гарантирует, что значение твоего куска растёт на {\displaystyle \varepsilon } каждый раз, когда ты выигрываешь, а когда ты не выигрываешь, значение выигравшего не превосходит твоего собственного значения. Таким образом, уровень зависти не превосходит {\displaystyle \varepsilon }.
Время работы алгоритма не превосходит {\displaystyle {\tfrac {n^{2}}{\varepsilon }}}, поскольку имеется не более {\displaystyle {\tfrac {n}{\varepsilon }}} шагов и на каждом шаге мы опрашиваем {\displaystyle n} участников.
Недостатком приближённой версии без зависти является то, что куски будут не обязательно связными, поскольку куски постоянно возвращаются в торт и перераспределяются. См. Завистливое разрезание торта#Связные куски для других решений этой проблемы.

## Улучшения
Процедура «Последний уменьшивший» улучшалась позднее разными способами. Подробности см. в статье Пропорциональный делёж.